# Francisco Frontera
Francisco Frontera (o Francisco Valldemosa, o Frontera de Valldemosa) (Palma de Mallorca, 22 de septiembre de 1807- íd., 7 de octubre de 1891) fue un compositor y cantante español del siglo XIX.

## Biografía
Fue hijo del comerciante José Frontera Ramis y su mujer Micaela Laserra. Tras la muerte de su padre, su madre contrajo segundas nupcias con el director de la temporada de ópera de Palma, Andrés Pavía Crespi. Su formación inicial como músico se produjo en Palma y Barcelona, donde su padrastro dirigió ocasionalmente la temporada de la ópera del Teatro de la Santa Cruz. 
Entre 1824 y 1835 participó en la temporada operística de Palma, llegando a ser director de orquesta de la misma. En 1836 viajó a París donde, por recomendación de Rossini, estudió composición en el Conservatorio con Hippolyte Colet. Durante este periodo mantuvo relaciones con otros españoles residentes en París, y participaba en tertulias. Este grupo español en París fue el que aconsejó a George Sand y Chopin viajar a Mallorca.
En 1841 fue llamado por el regente Baldomero Espartero, a quien conocía de Palma de Mallorca, para enseñar canto a Isabel II y su hermana Luisa Fernanda. Esta asignatura era una de las preferidas de Isabel II. De forma casual, permaneció junto a Isabel II y su hermana, durante el asalto al Palacio Real por las tropas de Diego de León el 7 de octubre de 1841. El asalto había comenzado durante la clase de canto impartida por  hacia las ocho de la tarde.
En 1867 fue nombrado Baile General del Real Patrimonio Balear. Este cargo tenía encomendada la conservación y administración del patrimonio real en las islas Baleares.
Moriría en el palacio de la Almudaina de su ciudad natal.

## Órdenes
- Caballero gran cruz de la Orden de Isabel la Católica. (2 de junio de 1868)[5]
- Comendador de la Orden de Carlos III.[6]
- Comendador de la Orden de Cristo. (Portugal)[6]

### Individuales
1. ↑  Vega, 2014, p. 24.
2. ↑  Navarro Lalanda, Sara (2009). «Entorno político-musical de la infancia de Isabel II y la Infanta Luisa Fernanda de Borbón: villancicos reales de Pedro Albéniz (1795-1855) y Francisco Frontera de Valldemosa (1807-1891)». La Natividad: arte, religiosidad y tradiciones populares, 2009, ISBN 978-84-89788-77-0, págs. 637-652 (Real Centro Universitario Escorial-María Cristina): 637-652. ISBN 978-84-89788-77-0. Consultado el 25 de abril de 2024.
3. ↑  Vega, 2014, p. 29.
4. ↑  Vega, 2014, p. 66.
5. ↑  «Ministerio de Estado. Real Orden Americana de Isabel la Católica. Caballeros grandes cruces españoles.». Guía oficial de España: 136. 1875.
6. 1 2  Parada y Barreto, 1868, p. 407.